# Вариксолово
Вариксолово (фин. Variksela, Vauhkola) — деревня в Виллозском городском поселении Ломоносовского района Ленинградской области.

## История
Деревня являлась вотчиной императрицы Марии Фёдоровны? из которой в 1806—1807 годах были выставлены ратники Императорского батальона милиции.
На «Топографической карте окрестностей Санкт-Петербурга» Военно-топографического депо Главного штаба 1817 года упомянута деревня Вариксила, состоящая из 12 крестьянских дворов.
На карте Санкт-Петербургской губернии Ф. Ф. Шуберта 1834 года она обозначена как деревня Варикселева.

ВАРЕКСЕЛЕВА — деревня принадлежит Дудергофскому её величества имению, число жителей по ревизии: 45 м. п., 47 ж. п. (1838 год)

В пояснительном тексте к этнографической карте Санкт-Петербургской губернии П. И. Кёппена 1849 года она записана как деревня Wariksela (Варикселева, Варикселево) и указано количество её жителей на 1848 год: эвремейсов — 41 м. п., 57 ж. п., всего 98 человек.
На карте профессора С. С. Куторги 1852 года деревня не отмечена.

ВАРИКСЕЛОВО — деревня Дудергофского её величества имения, по почтовому тракту, число дворов — 15, число душ — 36 м. п. (1856 год)

Согласно «Топографической карте частей Санкт-Петербургской и Выборгской губерний» 1860 года деревня называлась Варикселева и насчитывала 15 дворов.

ВАРИКСЕЛЕВО — деревня удельная при Дудергофской горе, число дворов — 15, число жителей: 41 м. п., 56 ж. п.. (1862 год)

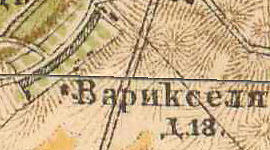
Деревня Вариксолово на карте 1885 года

В 1885 году деревня называлась Варикселя и насчитывала 18 дворов.
В конце XIX — начале XX века деревня административно относилась к Дудергофской волости 3-го стана Царскосельского уезда Санкт-Петербургской губернии. По приходским данным население деревни было исключительно финским.
По данным «Памятной книжки Санкт-Петербургской губернии» за 1905 год деревня называлась Варикселево.
Согласно карте 1913 года деревня вновь называлась Варикселя, количество дворов в ней увеличилось до 30.
С 1917 по 1923 год деревня называлась Варикселово и входила в состав Пикколовского сельсовета Дудергофской волости Детскосельского уезда.
С 1923 года в составе Красносельской волости Троцкого уезда.
С 1924 года в составе Дудергофского сельсовета.
Согласно данным переписи населения СССР 1926 года в деревне Варикселово проживали 94 человека — все финны.
С 1927 года в составе Урицкого района.
В 1928 году население деревни Варикселово также составляло 94 человека.
С 1930 года в составе Ленинградского Пригородного района.
По данным 1933 года деревня называлась Варинселово и входила в состав Дудергофского финского национального сельсовета Ленинградского Пригородного района.
С 1936 года в составе Красносельского района.

План деревни Вариксолово. 1939 год

С 1939 года в составе Горского сельсовета. Согласно топографической карте 1939 года деревня называлась Вариксела и насчитывала 25 дворов.
С 1 августа 1941 года по 31 января 1944 года деревня находилась в оккупации.
С 1955 года в составе Дудергофского сельсовета Ломоносовского района.
С 1963 года в составе Гатчинского района.
С 1965 года вновь в составе Ломоносовского района. В 1965 году население деревни Варикселово составляло 175 человек.
По данным 1966, 1973 и 1990 годов деревня называлась Вариксолово и также входила в состав Горского сельсовета.
В 1997 году в деревне Вариксолово Горской волости проживали 79 человек, в 2002 году — 75 человек (русские — 95 %), в 2007 году — 69.

## География
Деревня расположена в юго-восточной части района на автодороге 41К-637 (подъезд к дер. Ретселя), к востоку от административного центра поселения деревни Виллози и к югу от Ореховой горы.
Расстояние до административного центра поселения — 2 км. Расстояние до районного центра — 46 км.
Расстояние до ближайшей железнодорожной станции Дудергоф — 1,5 км.

## Демография
| 1862 | 2002 | 2007 | 2010 | 2017 |
| ---- | ---- | ---- | ---- | ---- |
| 97   | ↘75  | ↘69  | ↘63  | →63  |